# Tajna povijest Izabele Bavarske, francuske kraljice
Tajna povijest Izabele Bavarske, francuske kraljice (fr. Histoire secrete d'Isabelle de Baviere, reine de France) je povijesni roman Markiza de Sadea. Napisan 1813. i neobjavljen za njegovog života, prvi put je izdan 1953. Roman govori o životu Izabele Bavarske koju de Sadeovo pero opisuje kao lijepu, razvratnu, pohlepnu, manipulativnu i okrutnu. Prema bilješci koju je stavio na kraj rukopisa, de Sade je za osnovu romana koristio oporuku Filipa III. Dobrog i ispovijest Izabelinog ljubavnika Louisa de Boisbourdona. Tvrdi da ih je pronašao 1764. u Kartuzijanskom samostanu pokraj Dijona, a kao razlog zašto ih ne može reproducirati navodi to da su bili uništeni za vrijeme događanja Francuske revolucije.

## Analiza
Cijela pripovijest o Izabeli kao i spomenuti povijesni izvori na kojima je temeljena de Sadeove su fabrikacije. Roman je alegorijska kritika monarhizma.